# Hypercallia
Hypercallia är ett släkte av fjärilar som beskrevs av James Francis Stephens 1829. Hypercallia ingår i familjen praktmalar, (Oecophoridae).
I norden innehåller släktet bara arten jungfrulinspraktmal Hypercallia citrinalis. På världsnivå råder oenighet vad gäller systematiken kring detta släkte.